# 랜디 새비지
랜디 마리오 포포(Randy Mario Poffo, 1952년 11월 15일 ~ 2011년 5월 20일)은 미국의 남자 프로레슬링선수자 스포츠 해설자로 마초맨(Macho Man)이라는 링네임으로 알려져 있다. 피니쉬 무브는 '마초맨 랜디 새비지'의 시그네이쳐 마크와도 같은 다이빙 엘보우 드롭이다.

## 생애
1973년 프로레슬링 무대에 데뷔했으며 자신의 프로 경력 동안 총 20번의 챔피언 자리에 올랐다. WWF와 월드 챔피언십 레슬링에서 주로 활동했으며, WWF 챔피언십에서 2차례 및 WCW 월드 헤비웨이트 챔피언십에서 4차례 우승을 차지해 총 6번의 챔피언에 올랐다. 이외에도 ICW 월드 헤비웨이트 챔피언십에서 3번 우승했으며 WWF 인터콘티넨털 챔피언십에 올랐다. 또한 1987년 킹 오브 더 링에서 우승을 차지했으며, 1995년 월드 워 3에서 챔피언 자리에 올랐다. 이외에도 총 3번의 레슬마니아(4회, 5회, 8회)에 출연했으며 총 4번의 서머슬램 및 1995년 개최된 스타케이드에도 등장하는 등 다수의 페이퍼뷰에서 활약하였다. 이 과정에서 짐 더건에게 시비를 걸어서 시합으로 이긴 후 마초킹으로 즉위했다. 마초킹 시절에는 미스 엘리자베스대신 센세이셔널 셰리를 매니저로 삼았다. 하지만 얼티밋 워리어와의 대결에서 패하자 센세이셔널 셰리는 랜디 새비지를 버리고 테드 디비아시에게 갔다. 반면 이렇게 비참해진 랜디 새비지를 도와준 건 다름 아닌 미스 엘리자베스였으며 이 사건을 계기로 랜디 새비지는 다시 마초맨으로 링네임을 변경하고 개과천선한다. 당시에는 이게 프로레슬링판 신파극이었다. 이러한 활약으로 헐크 호건과 함께 1980 ~ 1990년대 프로레슬링계를 주도하며 전성기를 구가했으며, 2005년에 은퇴를 선언하였다.
선수 경력 동안 미스 엘리자베스에 의해 관리되었으며, 특유의 둔탁한 저음을 가진 목소리로 팬들에게 인상을 남겼다. 경기시에 〈위풍당당 행진곡〉과 함께 등장하는 것이 특징이며, 캐치프레이즈는 "오- 예!(Oooh yeah!)"이다. 또한 영화 스파이더맨에 카메오로 출연하기도 했다.
2011년 5월 20일 자신의 아내인 바바라 린과 함께 자가용을 타고 플로리다주 세미놀의 고속도로를 달리던 도중 반대편에 있는 나무를 들이받는 사고로 사망했으며, 아내인 바바라 린은 사고 당시 안전밸트를 매고 있어서 큰 부상을 입지 않아 생명에 지장이 없었다. 당초에는 교통사고로 인해 사망한 것으로 추정되었으나, 이후 부검 결과 교통사고로 인한 상해가 아닌 부정맥으로 인한 심근 경색으로 사망한 것으로 밝혀졌다. 또한 이 교통사고 역시 랜디 새비지가 운전하던 도중 사망하면서 발생한 사고임이 밝혀졌다.
사망 이후 WWE와 토털 논스톱 액션 레슬링은 자사의 공식 홈페이지에 새비지의 추도문을 올려놓았으며, 헐크 호건 등 다수의 프로레슬링 관계자들 또한 트위터 등을 통해 애도의 글을 전했다.

## 수상

### 대회
- WWE
  - WWE 챔피언십 2회 우승
  - WWE 인터콘티넨털 챔피언십 1회 우승
  - 킹 오브 더 링 1987 1회 우승
- 월드 챔피언십 레슬링
  - WCW 월드 헤비웨이트 챔피언십 4회 우승
  - 월드 워 3 1회 우승
- 그 외 단체들
  - AWA 남부 헤비웨이트 챔피언십 2회 우승
  - CWA 인터내셔널 헤비웨이트 챔피언십 1회 우승
  - NWA 미드 아메리카 헤비웨이트 챔피언십 3회 우승
  - GPW 인터내셔널 헤비웨이트 챔피언십 2회 우승
  - NWA 걸프 코스트 태그팀 챔피언십 1회 우승 - 래니 포포
  - ICW 월드 헤비웨이트 챔피언십 3회 우승
  - USWA 통합 월드 헤비웨이트 챔피언십 1회 우승
  - WWC 북부 아메리칸 헤비웨이트 챔피언십 1회 우승

### 개인
- 1996년 레슬링 옵저버 뉴스레터 명예의 전당 헌액
- 2009년 프로레슬링 명예의 전당 헌액
- 2015년 WWE 명예의 전당 헌액